# 7,62-cm-Infanteriegeschütz L/16,5
Das 7,62-cm-Infanteriegeschütz L/16,5, kurz 7,5-cm-I.G. L/16,5, war ein Infanteriegeschütz des Deutschen Kaiserreich und wurde im Ersten Weltkrieg eingesetzt.

## Entwicklung
Mit dem Ausbruch des Ersten Weltkrieges erwiesen sich die deutschen Feldgeschütze als zu schwer um die Infanterie bei einem Angriff begleiten zu können. Aus diesem Grund musste sich die Infanterie eine Zeitlang mit verschiedenen und provisorischen Mitteln behelfen. Zu Kriegsbeginn waren eine große Menge an russischen 7,62-cm-Festungsgeschützen 1910 erbeutet worden. Die Friedrich Krupp AG wurde daraufhin beauftragt, die Geschütze für den Einsatz bei der Infanterie umzubauen. 1916 konnten die ersten umgebauten Geschütze an die Truppe geliefert und eingesetzt werden.

## Produktion
Neben den erbeuteten und umgebauten Geschützen stellte Krupp identische Geschütze neu her.

## Technische Beschreibung

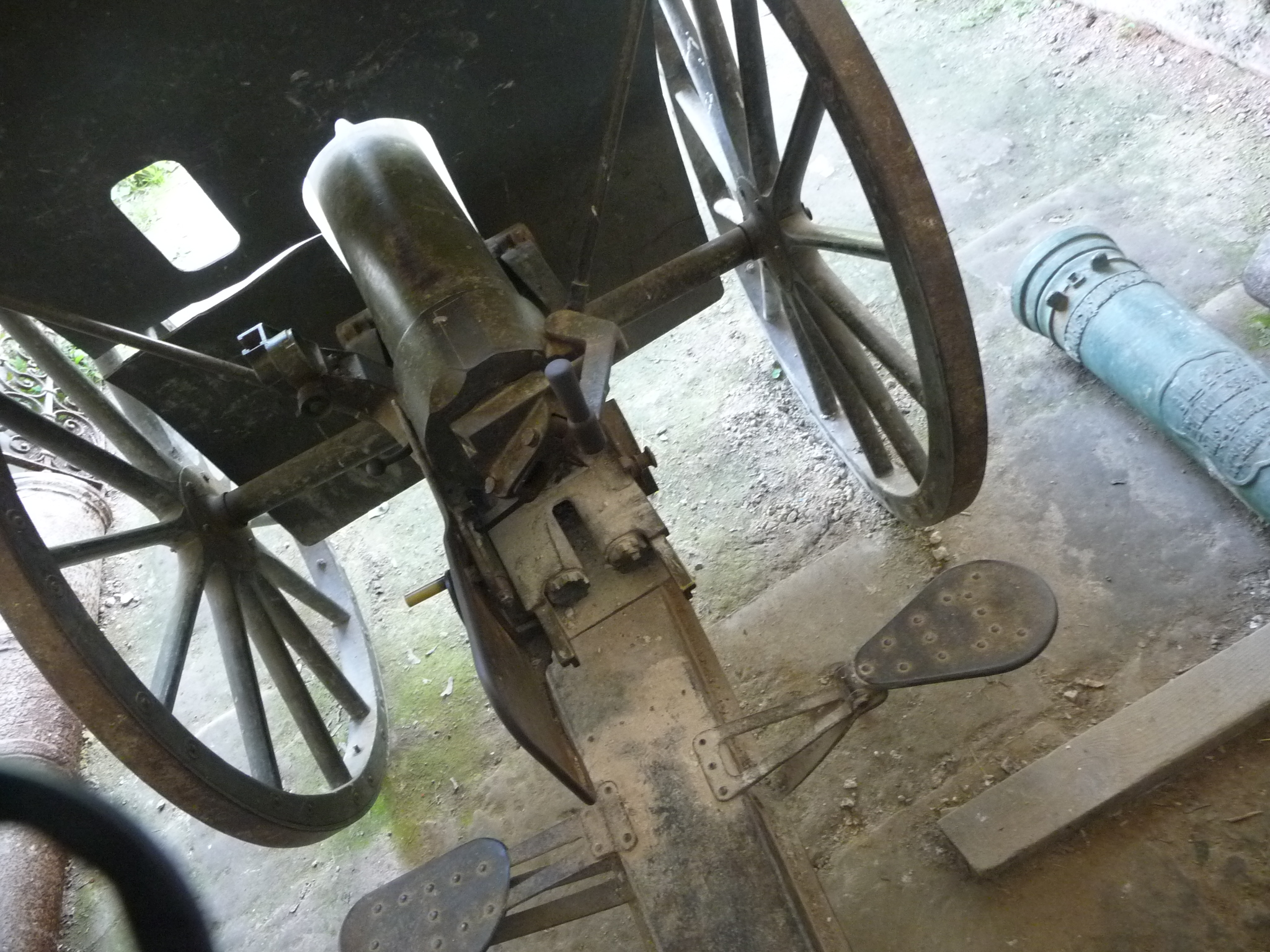
Sicht auf die stark vereinfachte Lafette mit den zwei Sitzen

Das 7,62-cm-Infanteriegeschütz L/16,5 basierte zu teilen auf 7,62-cm-Festungsgeschützen 1910. Hierbei wurde das Geschützrohr und der Verschluss von den ursprünglichen Lafetten entfernt und auf neue Kastenlafetten montiert. Diese Lafette verfügte über zwei schmale, nach außen gerichtete Sitze hinter dem Geschützschild. Das Geschütz war ein Rohrrücklaufgeschütz mit einer flüssigkeitsgefüllten Rückstoßbremse und einem Luftvorholer, welcher das Geschützrohr nach dem Schuss in seine Ausgangsposition zurückführte. Dieser war zum Teil mit Pressluft und zum Teil mit Glycerin gefüllt.
Weiterhin wurden die ungewöhnlichen Höhenrichtwerte von −18,6 Winkelgrad bis +11,5 Winkelgrad weiter genutzt, welche sich auf die vorherige Nutzung als Festungsgeschütze zurückzuführen lässt. Durch den hohen negativen Wert konnten von einer erhöhten Festung aus die Schützengräben davor unter Beschuss genommen werden. Da das Geschütz allerdings nicht über einen hohen positiven Richtwert verfügte, betrug die maximale Reichweite nur 4 km. Um diese jedoch erreichen zu können, musste der Lafettenschwanz in den Boden eingegraben werden, wodurch das gesamte Geschütz einen größeren Höhenrichtwert bekam. Die effektive Kampfentfernung lag bei 2,5 km. Die Mündungsgeschwindigkeit betrug 295 m/s.
Die verwendete Munition bestand aus erbeuteten, russischen Kartätschen und aus neu produzierten Sprenggranaten von Krupp. Damit konnte ein Mündungsgeschwindigkeit von 295 m/s erreicht werden. Das leichte Geschütz konnte durch die Besatzung selber oder mithilfe von Zugtieren transportiert werden. Dabei konnte es komplett transportiert oder in zwei Teile zerlegt werden. Die Munition wurde auf einem Munitionskarren transportiert.

## Einsatz
Das kleine Infanteriegeschütz erwies sich bei der Truppe und den Bedienmannschaften als sehr beliebt. Durch das geringe Gewicht, die hohe Präzision und die starke Wirkung bei Treffern in den gegnerischen Reihen, war das Geschütz begehrt. Aufgrund des minderwertigen Stahl, welchen die Russen bei der Herstellung nutzten, verschliss das Geschützrohr der ersten Geschütze sehr schnell, wodurch nach und nach die Präzision beeinträchtigt wurde. Bei den von Krupp selber hergestellten Geschützen trat dieses Problem deutlich später erst auf. Um Gewicht zu sparen, reduzierte Krupp das Gewicht der Lafette zu sehr, was im normalen Einsatz häufig zu gebrochenen Teilen führte. Dennoch blieb das Geschütz bis zum Ende des Ersten Weltkrieges auf deutscher Seite im Einsatz.
Jede Batterie verfügte über insgesamt sechs Geschütze. Jedes dieser Geschütze war zusammen mit einem Grabenmörser und einem Flammenwerfer einem Stoßtrupp-Bataillon zugeteilt. Damit standen die Geschütze unter der direkten Kontrolle der Infanterieeinheiten und konnten einen Angriff bestmöglich unterstützten.

## Verbleib

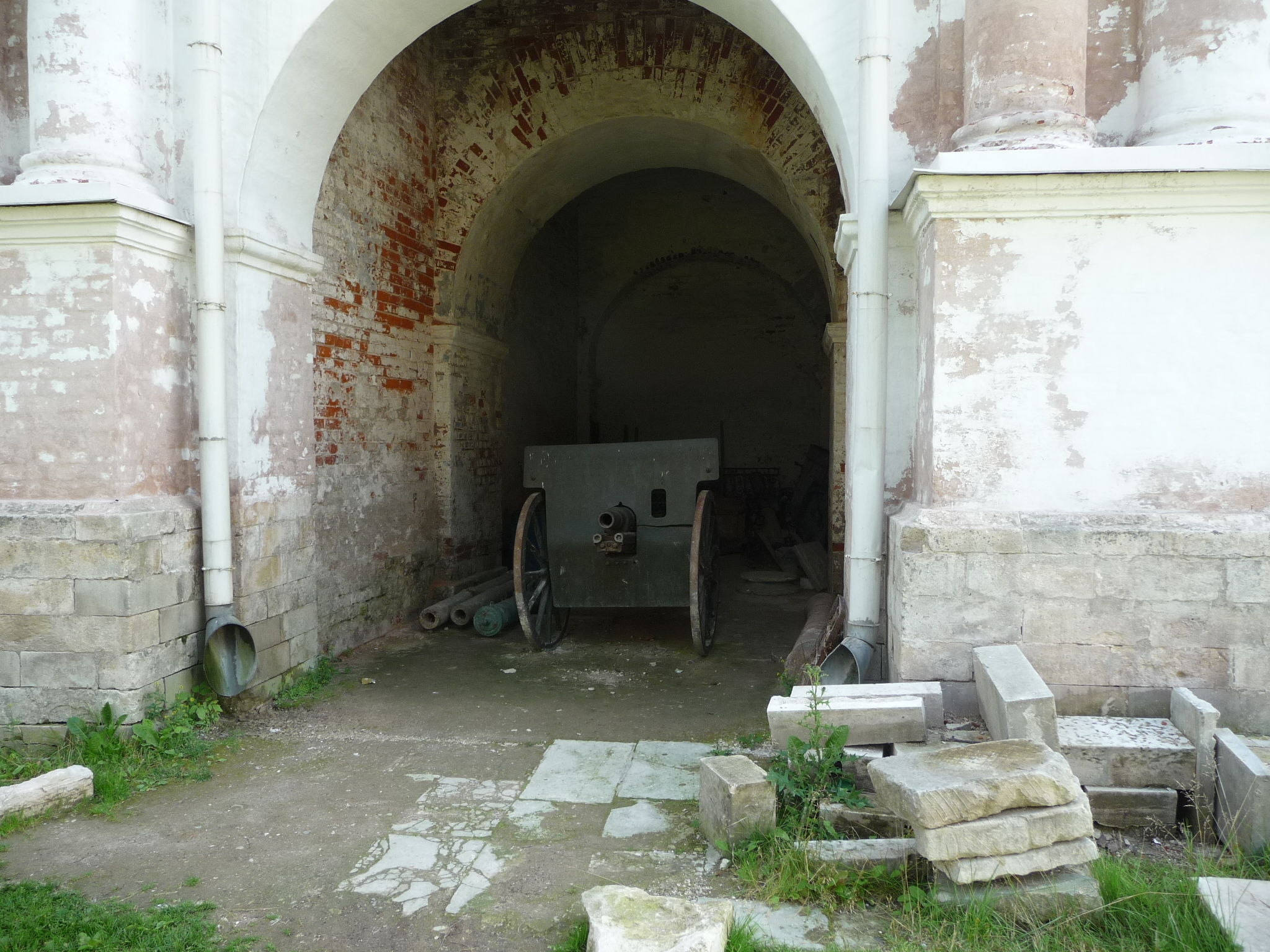
7,62-cm-Infanteriegeschütz L/16,5 im Nowodewitschi-Kloster

In einem Durchgang im Nowodewitschi-Kloster in Moskau steht heute ein erhaltenes 7,62-cm-Infanteriegeschütz L/16,5.